# Coco Jamboo
„Coco Jamboo“ е песен на германската евроденс група Mr.President от март 1996 г. Хит е в много европейски страни, достигайки топ 10 в много класации. Песента е успешна и в САЩ, като достига 21 място на класацията Билборд Хот 100. „Coco Jamboo“ има много хаус ремиксове в интернет.
Румънската певица Ина записва песен, наречена Rendez Vous за четвъртия си албум Inna (2015), в която има части от Coco Jamboo.

## Музикален видеоклип
Официалният видеоклип е заснет по време на Лунната Нова година във Виетнам.

## Коледна версия
През 1996 групата издава коледна версия на песента с нови текстове и празнични инструменти.